# Fornybar resurse
Fornybare resurser er naturresurser, der til stadighed kan dannes på ny. Planter og dyr er vigtige eksempler herpå.  Menneskets forbrug af naturresurser har i det meste af historien været baseret på udnyttelsen af sådanne fornybare resurser (vildt, fisk, husdyr, afgrøder, tømmer mv.). Ved uhensigtsmæssig udnyttelse af resursen (f.eks. overfiskning) kan resursen dog opnå et uhensigtsmæssigt lavt omfang eller endda blive udryddet. 
En særlig form for fornybare resurser er de vedvarende energikilder som sol, vind og tidevandsenergi.
Fornybare resurser sættes ofte i kontrast til ikke-fornybare resurser som eksempelvis olie, naturgas, kul og mineraler, der for alle praktiske formål kun findes på Jorden i dag i en given mængde.